# گورزادیان
گورزادیان (زبان ارمنی: Գուրզադյան), یکی از نام‌های خانوادگی رایج در میان ارمنیان می‌باشد.
- واهه گورزادیان
- گریگور گورزادیان
- آرا گورزادیان